# Laurentiuskerk (Zoeterwoude)

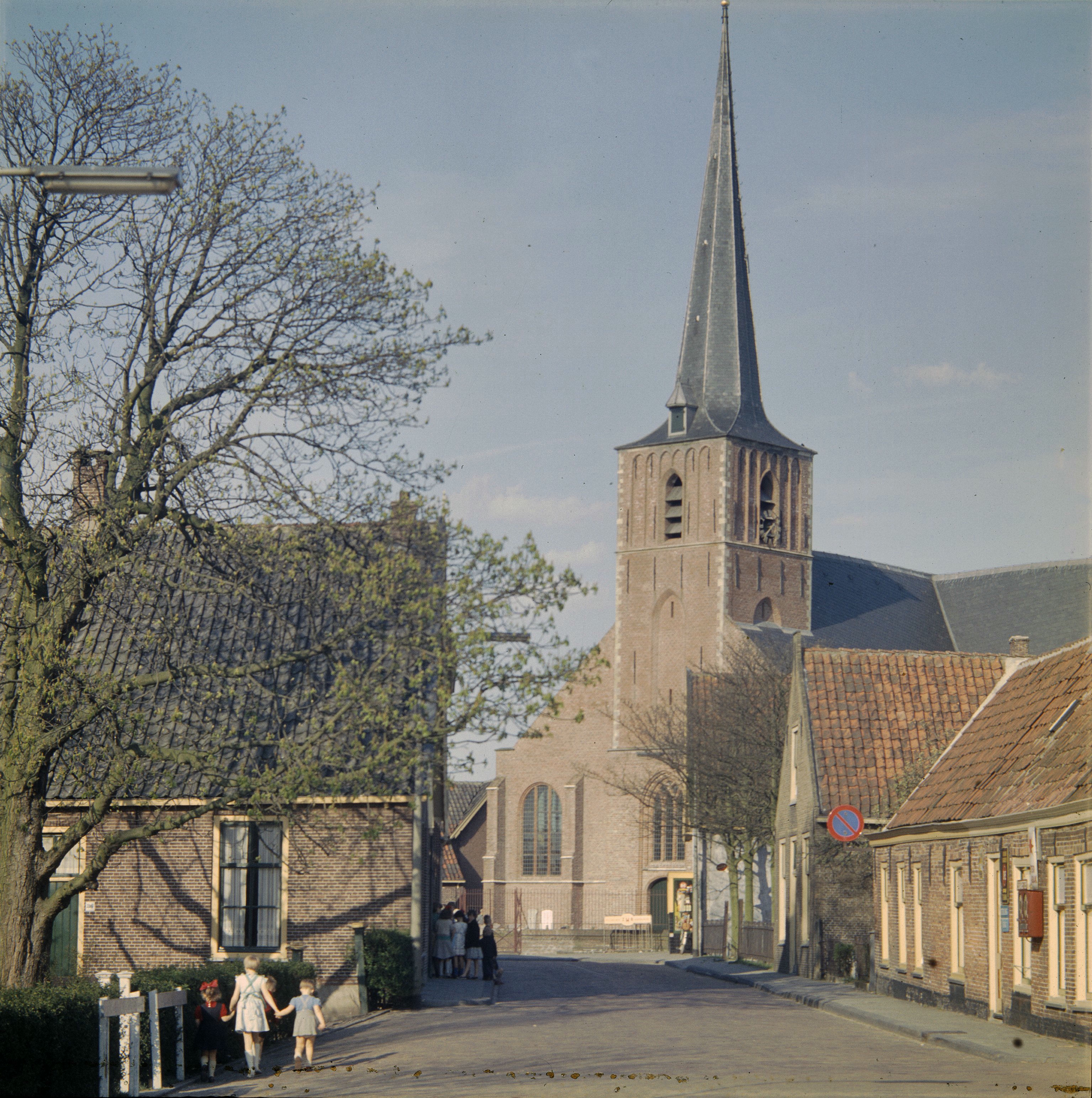
Kerk in het straatbeeld, 1959

De Laurentiuskerk of Dorpskerk is een Protestantse kerk aan de Dorpsstraat 17 in het Zuid-Hollandse Zoeterwoude-Dorp. Zowel het kerkgebouw als de westtoren werd in 1968 als rijksmonument geplaatst op de monumentenlijst.
De laatgotische kruiskerk is gebouwd omstreeks 1475 en werd deels verwoest tijdens het beleg van Leiden in 1574. Hierna werd de kerk herbouwd rond 1615 als protestantse kerk.  Het gebouw onderging in 1954 een restauratie. Het mechanisch smeedijzeren torenuurwerk uit 1722 werd later voorzien van een elektrische opwinding.

## Inventaris
Het preekstoel komt uit het midden van de zeventiende eeuw en de tekstborden komen uit 1693. Het eenklaviers orgel uit 1869 is gemaakt door L. van Dam en Zonen te Leewuarden, met gebruikmaking van pijpwerk van een orgel uit 1636 van Anthony Verbeek. Het is afkomstig uit de Mauritiuskerk in Irnsum, die sinds 2010 geen godshuis meer is. Op 23 maart 2013 werd het in Zoeterwoude in gebruik genomen ter vervanging van het orgel van de Gebroeders Franssen te Roermond uit 1890, dat in 2012 was afgebroken omdat de restauratiekosten voor de Zoeterwoudse gemeente niet op te brengen waren.

## Foto's

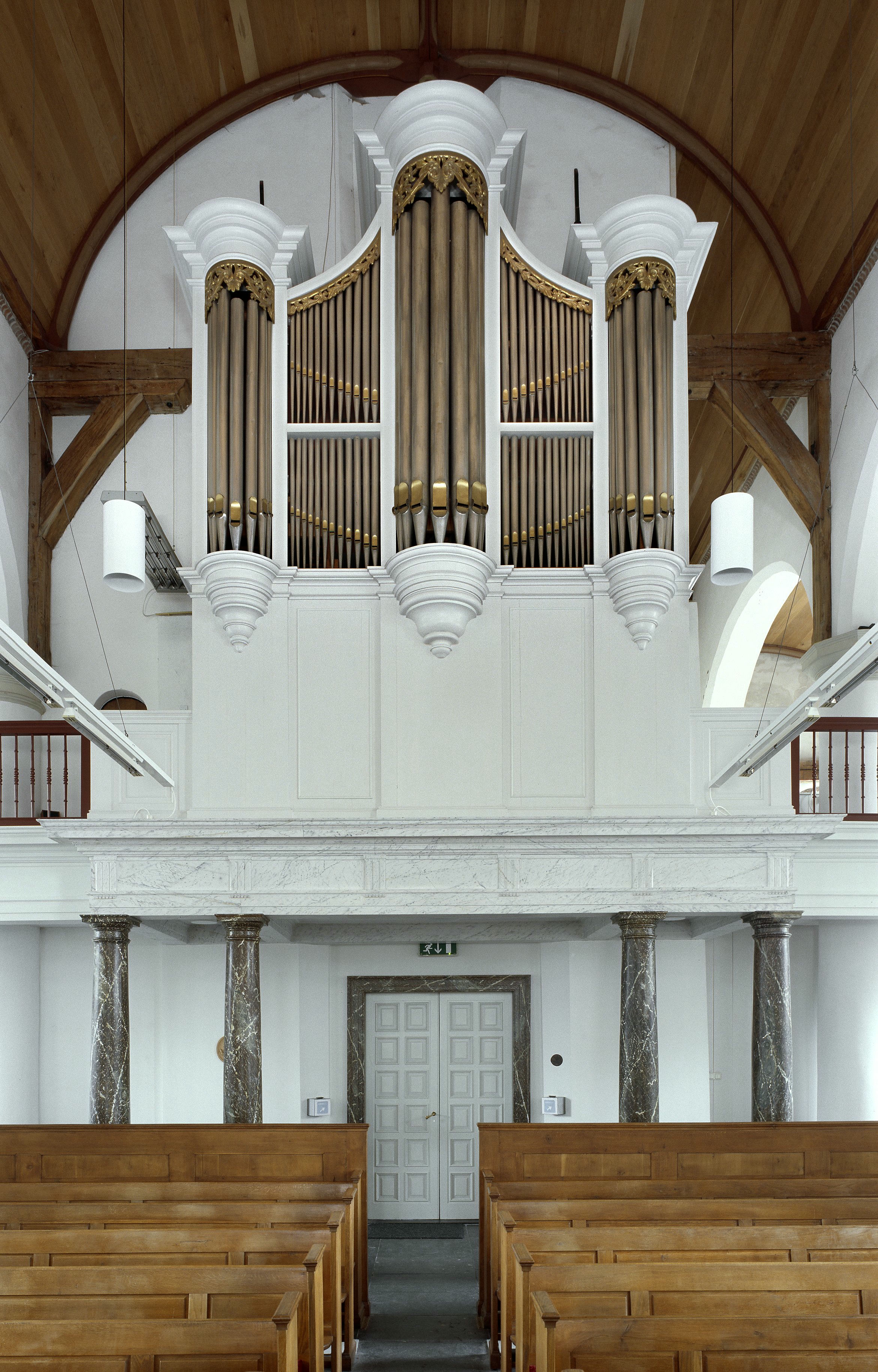
Het Franssen-orgel (in 2013 vervangen door het Van Dam-orgel)
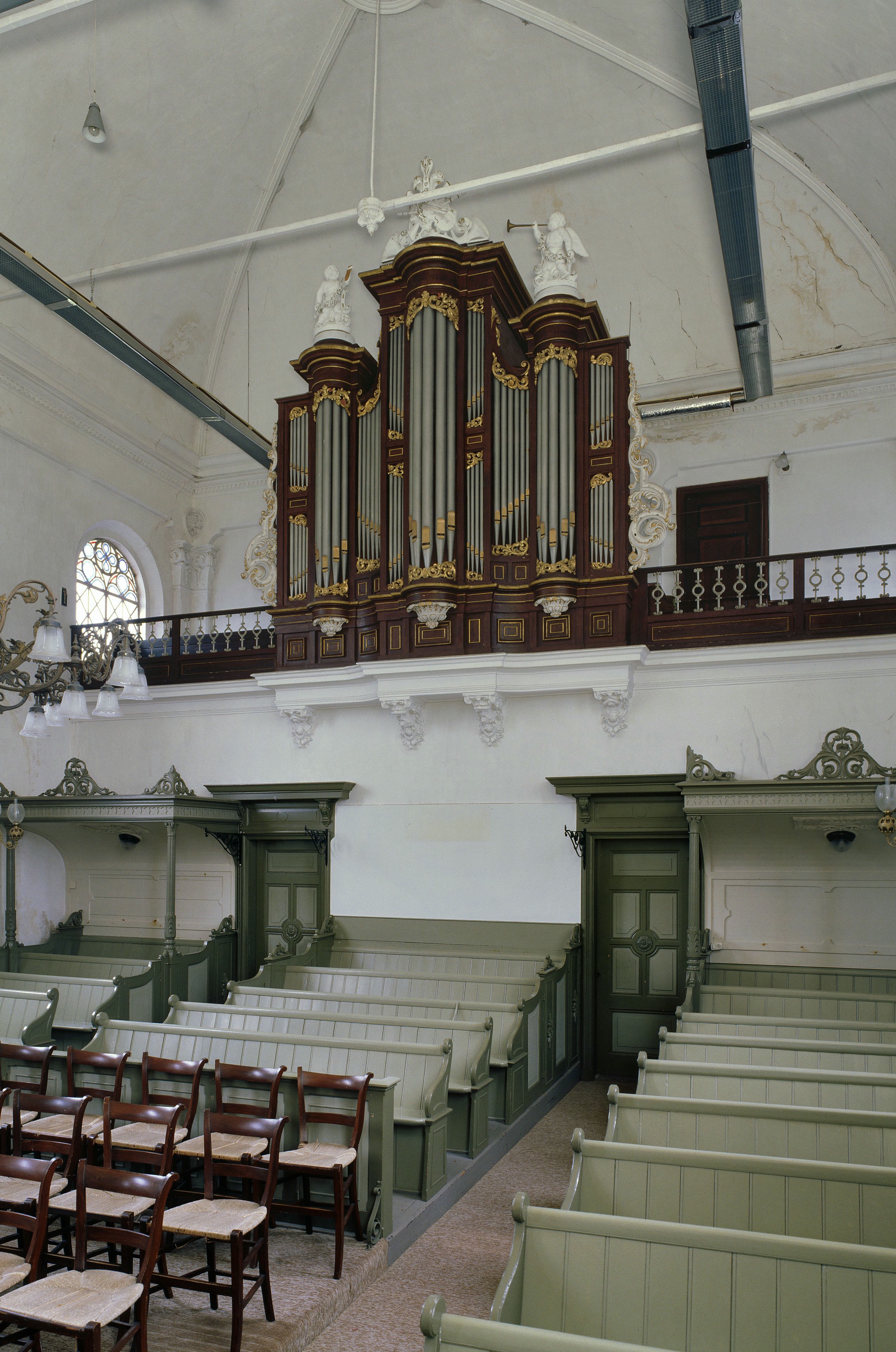
Het Van Dam-orgel nog in de Mauritiuskerk (Irnsum)
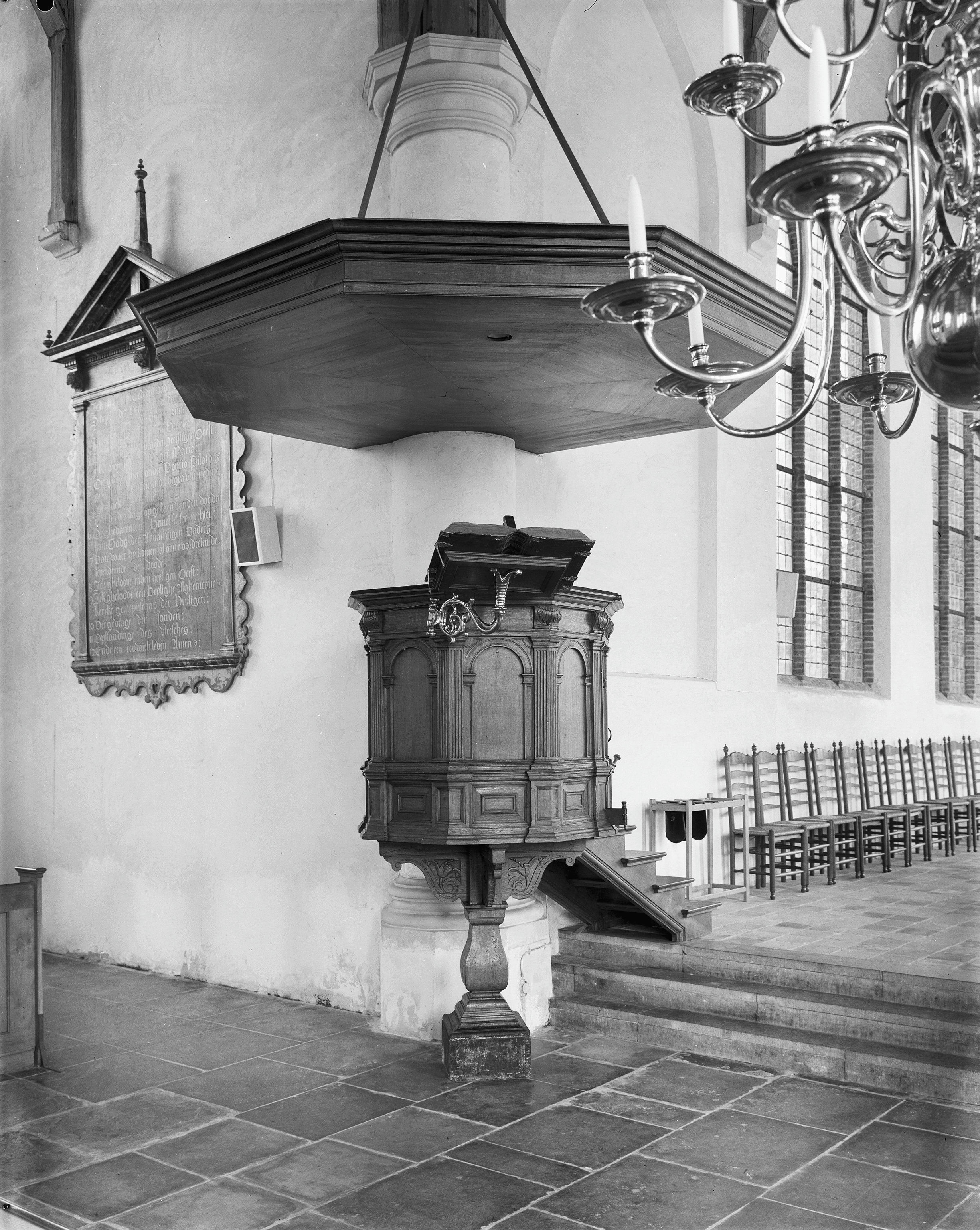
17e-eeuwse preekstoel
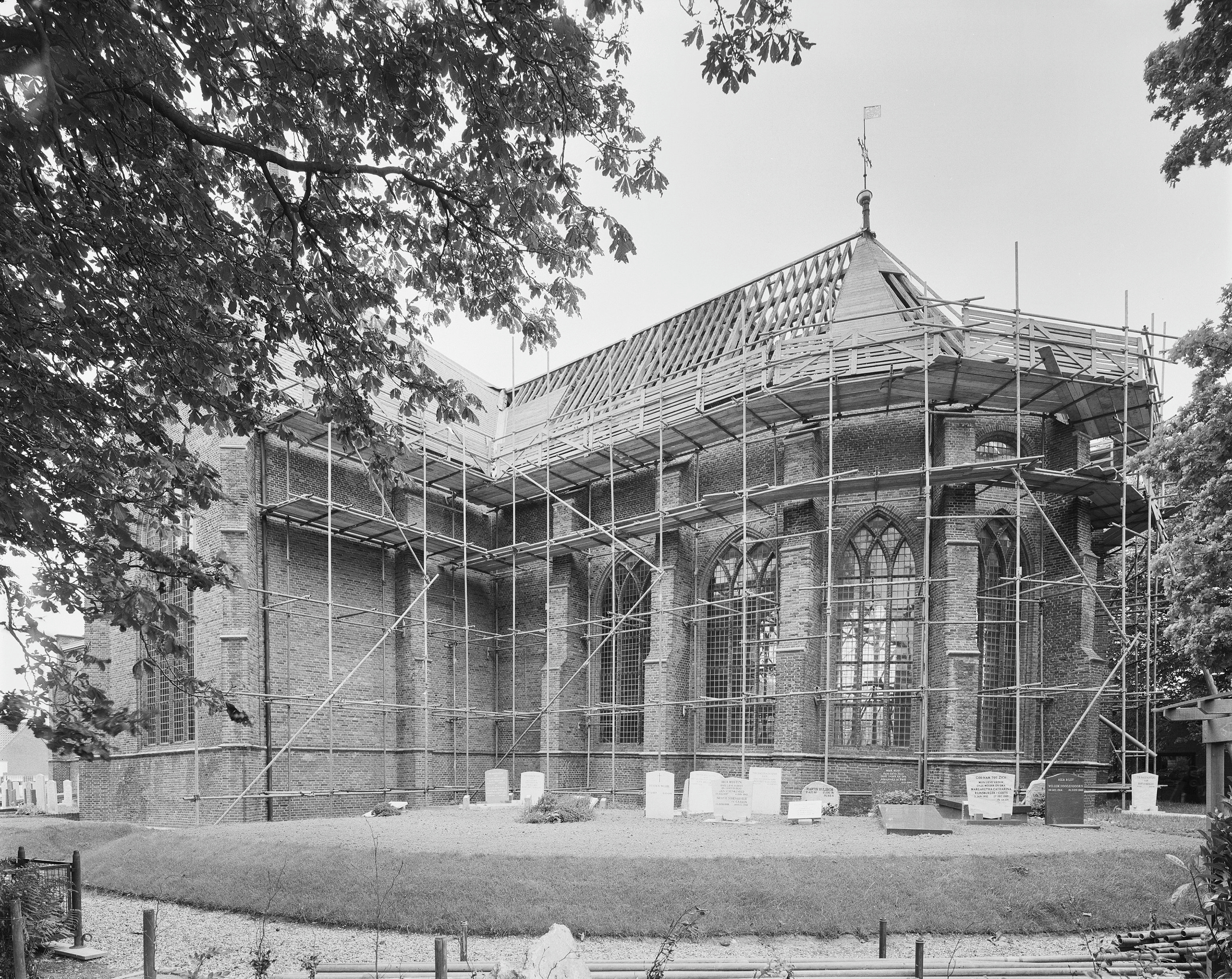
Kerk tijdens een restauratie in 1991
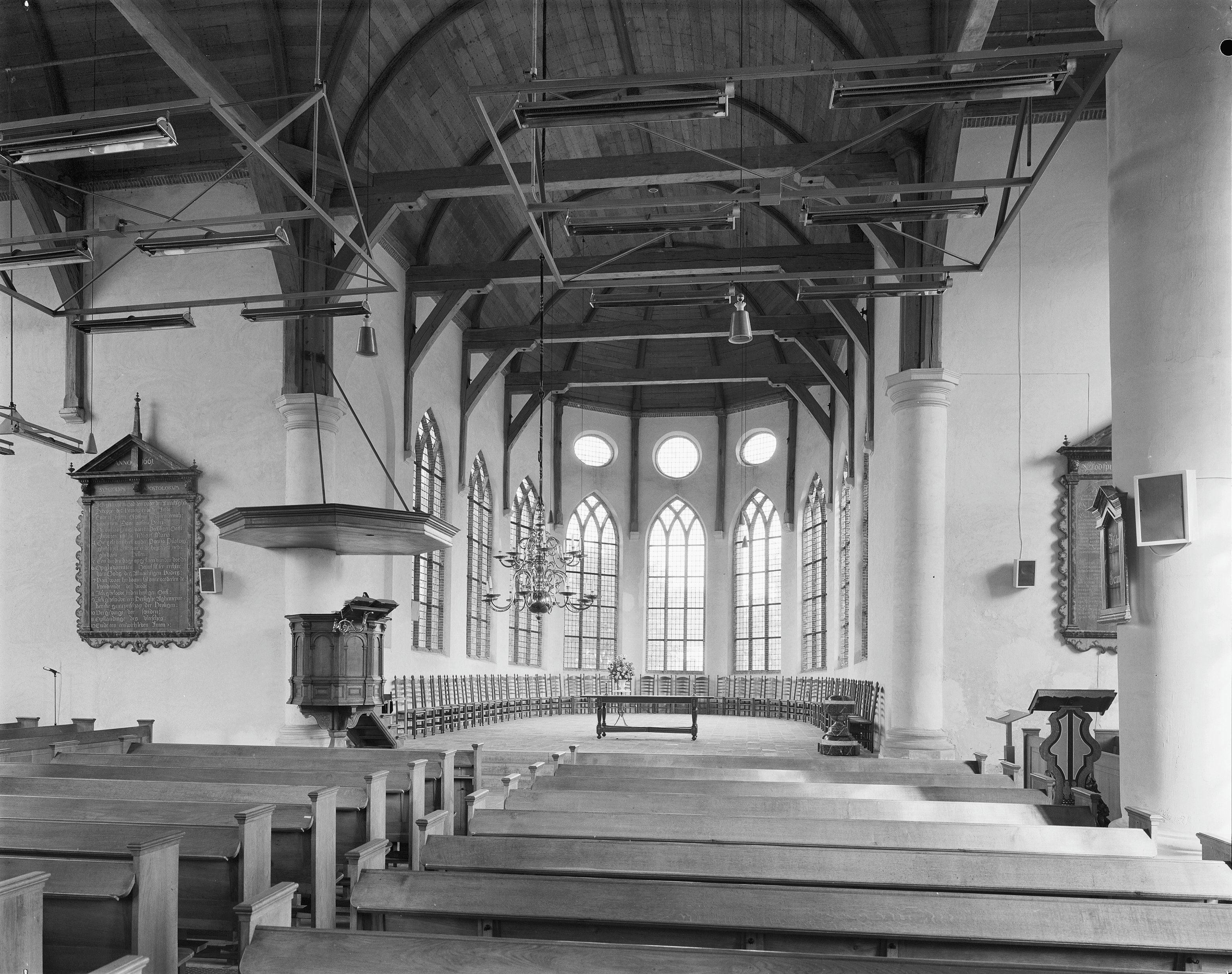
Interieur naar het oosten